# Яне Сандански (хижа)
Вижте пояснителната страница за други значения на Яне Сандански.
„Яне Сандански“ е хижа в северния дял на Пирин планина, България. Разположена е на височина 1230 метра в местността Попина лъка, в близост до река Башлийца, между водослива на Башлийца и реките Сърчалийца и Беговица. Хижа Яне Сандански е най-ниско разположената хижа в Пирин планина.
Старата хижа е двуетажна сграда, построена през 1931 г. от туристическото дружество „Елин връх“, гр. Свети Врач. За кратко е носила името на местността Попина лъка, а през 1932 година е преименувана на хижа „Елин връх“. За изграждането и са били похарчени 150 000 лева дружествени пари. След 1977 г. в непосредствена близост до старата хижа е построена нова масивна триетажна сграда. Хижата е електрифицирана и водоснабдена, разполага със санитарни възли. Капацитетът и е 70 места. 

## Туристически маршрути и забележителности

### Изходни пунктове
- гр. Сандански. От Сандански до местността Попина лъка води 18 километрово асфалтово шосе.

### Маршрути
- хижа „Вихрен“ (6:00 часа). Върви се по маркирана в жълто пътека. След сравнително стръмно изкачване през местността Душевадника се навлиза в оголения тревен циркус Голямо Спано поле. Пътеката пресича циркуса в посока североизток. При Муратов връх се минава през Бъндеришка порта, следва спускане покрай Муратовите езера, Равнако и хижа „Вихрен“.

- хижа „Синаница“ (4:30 часа). Върви се по маркираната в жълто пътека за хижа Вихрен. В южната част на циркус Голямо Спано поле, при кръстопътя с маркираната в кафяво пътека (за хижа „Беговица“ и хижа „Пирин“) се поема вляво (северозапад). Следва изкачване на Синанишка порта и слизане до хижа „Синаница“.

- заслон „Спано поле“ (3:30 часа). Върви се по маркираната в жълто пътека за хижа Вихрен. В циркус Голямо Спано поле пътеката се пресича с маркираната в кафяво пътека от местността Пещерата и хижа „Синаница“ до хижа „Беговица“ и хижа „Пирин“. Отклоняваме се надясно по кафявата пътека към хижа „Беговица“ и след около 20 минути достигаме заслона.

- хижа „Беговица“ (2:00 часа). Върви се по маркираната в синьо пътека за хижа „Демяница“ и Банско.

- Заслон „Тевно езеро“ (6:00 часа). Върви се по маркираната в синьо пътека за хижите „Беговица“, „Демяница“ и Банско. След хижа „Беговица“ се навлиза в тревистия Беговишки циркус. На Беговишки превал напускаме маркираната в синьо пътека и тръгваме в посока североизток по маркирана в жълто пътека. Тя подсича масива на връх Каменица и след кратко изкачване стига до Белемето, където е разположен заслон „Тевно езеро“.

### Кратки излети
- до Попинолъшки водопад – 5 мин.
- до местността Туричка черква – 1:00 час.